# Божи слуга
Божи слуга е титла, давана от католическата църква на починали верни, които са се отличили през земния си живот със святост и героичност на добродетелите и за които е отворен беатификационен процес.
Това е първията фаза на канонизационния процес, който има следните етапи:
- след като е отворен процес на епархийно ниво, веднага верният получава титлата „Божи слуга“ и започва да се събират документи и свидетелства, които могат да помогнат да се пресъздаде живота и светостта на лицето.
- след като е завършена първата фаза, чака се Конгрегацията за каузата на светците да издаде декрет, в който се потвърждава, че Божият слуга по героически начин е практикувал християнските благодетели или че е понесъл мъченичество. Оттогава се прибавя към титлата „Божи слуга“ прилагателното „достопочтен“.
- най-накрая се чака да стане чудо, чрез застъпничеството на Достопочтения. След като чудото бъде потвърдено, папата издава декрет, който обявява Божия слуга за блажен, а ако стане още едно чудо, папата лично обявява блажения за светец.

Разликата между светец и блажен е че на блажените се отдава чест само в отделни епархии, региони, държави или монашески институти, докато светците се почитат от цялата църква.